# 2+0+2+1+3+1+1= 10 years 10 songs
2+0+2+1+3+1+1= 10 years 10 songs – kompilacja japońskiego zespołu Radwimps, wydana w Japonii 11 marca 2021 roku przez EMI Records. Zadebiutował na 3 pozycji w rankingu Oricon i pozostał na liście przez 12 tygodni.
Album został wydany w trzech edycjach: regularnej i dwóch limitowanych (CD+DVD i CD+Blu-ray). Sprzedał się w nakładzie 23 322 egzemplarzy.
Utwór „Kakurenbo” został wykorzystany jako piosenka przewodnia TV Dramy Anata no soba de ashita ga warau (jap. あなたのそばで明日が笑う).

## Lista utworów
Tekst i kompozycja: Yōjirō Noda; Aranżacja: RADWIMPS, Yōjirō Noda; Aranżacja instrumentów smyczkowych: Seigen Tokuzawa.
| CD  | CD                                                      | CD      |
| Nr  | Tytuł utworu                                            | Długość |
| --- | ------------------------------------------------------- | ------- |
| 1.  | „Hakujitsu -10 years ver.-” (jap. 白日 -10 years ver.-) | 4:27    |
| 2.  | „Buriki” (jap. ブリキ)                                  | 5:16    |
| 3.  | „Kaiko” (jap. カイコ)                                   | 6:02    |
| 4.  | „Aitowa” (jap. あいとわ)                                | 5:30    |
| 5.  | „Shuntō” (jap. 春灯)                                    | 4:45    |
| 6.  | „Soramado” (jap. 空窓)                                  | 4:13    |
| 7.  | „Yoru no fuchi” (jap. 夜の淵)                           | 4:00    |
| 8.  | „Sekai no hate” (jap. 世界の果て)                       | 3:11    |
| 9.  | „Kakurenbo” (jap. かくれんぼ)                           | 6:15    |
| 10. | „Aitai” (jap. あいたい)                                 | 5:09    |

| DVD/Blu-ray | DVD/Blu-ray                       | DVD/Blu-ray |
| Nr          | Tytuł utworu                      | Długość     |
| ----------- | --------------------------------- | ----------- |
| 1.          | „Hakujitsu” (jap. 白日)           |             |
| 2.          | „Buriki” (jap. ブリキ)            |             |
| 3.          | „Kaiko” (jap. カイコ)             |             |
| 4.          | „Aitowa” (jap. あいとわ)          |             |
| 5.          | „Shuntō” (jap. 春灯)              |             |
| 6.          | „Soramado” (jap. 空窓)            |             |
| 7.          | „Yoru no fuchi” (jap. 夜の淵)     |             |
| 8.          | „Sekai no hate” (jap. 世界の果て) |             |
| 9.          | „Aitai” (jap. あいたい)           |             |

## Notowania
| Lista                            | Pozycja |
| -------------------------------- | ------- |
| Oricon Weekly Album Chart        | 3       |
| Billboard Japan Top Albums Sales | 3       |
| Billboard Japan Hot Albums       | 3       |